# Підхоз Березовка
Підхо́з Бере́зовка (каз. Березовка қосшар) — село у складі Бородуліхинського району Абайської області Казахстану. Входить до складу Новодворовського сільського округу.
Населення — 178 осіб (2021; 226 у 2009, 264 у 1999, 248 у 1989).
Національний склад станом на 1989 рік:
- росіяни — 42 %
- німці — 28 %
- казахи — 27 %

У радянські часи село називалось Підсобхне хозяйство Березовка.